# کریستی (فیلم آمریکایی ۲۰۲۵)
کریستی (انگلیسی: Christy) فیلم درام ورزشی زندگی‌نامه‌ای آمریکایی دربارهٔ کریستی مارتین، بوکسور حرفه‌ای سابق است. سیدنی سوئینی در این فیلم نقش کریستی مارتین را ایفا می‌کند. کارگردانی این فیلم بر عهدهٔ دیوید میشد است و فیلم‌نامه را میشد به همراه میرا فولکس نوشته است. این فیلم به روایت مسیر شهرت کریستی مارتین به عنوان شناخته‌شده‌ترین بوکسور زن آمریکا در دههٔ ۱۹۹۰ می‌پردازد و همچنین به ماجرای تلاش برای قتل او به دست همسرش در سال ۲۰۱۰ اشاره دارد.
این فیلم نخستین نمایش جهانی خود را در سپتامبر ۲۰۲۵ در جشنواره بین‌المللی فیلم تورنتو خواهد داشت.

## بازیگران
- سیدنی سوئینی در نقش کریستی مارتین
- بن فاستر در نقش جیمز وی. مارتین، شوهر کریستی
- مریت ویور در نقش جویس سالترز
- کتی ام. اوبراین در نقش لیسا هول‌وین
- ایتان امبری در نقش جان سالترز

## تولید
در ماه مه ۲۰۲۴ اعلام شد که فیلم زندگی‌نامه‌ای دربارهٔ کریستی مارتین، بوکسور حرفه‌ای سابق، در دست تولید است. دیوید میشد کارگردانی این فیلم را بر عهده دارد و فیلم‌نامه را نیز خود او به همراه میرا فولکس نوشته است. نقش کریستی مارتین در این فیلم بر عهدهٔ سیدنی سوئینی خواهد بود. همچنین کریستی مارتین نیز در روند ساخت فیلم مشارکت دارد. در همان ماه، اعلام شد که این فیلم در مارشه دو فیلم جشنواره فیلم کن ۲۰۲۴ به خریداران بین‌المللی معرفی شده است.
پیش‌بینی می‌شد تصویربرداری اصلی در پاییز ۲۰۲۴ آغاز شود. در سپتامبر ۲۰۲۴، اعلام شد که بن فاستر، مریت ویور، کتی ام. اوبراین، ایتان امبری، جس گابور و چاد کولمن نیز به گروه بازیگران پیوسته‌اند.
این فیلم توسط کری کوهانسکی-رابرتس، دیوید میشد، جاستین لوثروپ، برنت استیفل، سیدنی سوئینی و تدی شوارتزمن تهیه‌کنندگی می‌شود و تهیه‌کنندگان اجرایی آن شامل مایکل هایملر، جان فریدبرگ، میرا فولکس، برد زیمرمن، دیوید لوین، رایان شوارتز و نیک شومیکر هستند. شرکت‌های تولیدکنندهٔ فیلم عبارت‌اند از: انانیمس کانتنت، یوکی، اینک.، ووتیو، فیفتی فیفتی فیلمز و بلک بر پیکچرز.

## فیلم‌برداری
تصویربرداری اصلی تا ۳۰ سپتامبر ۲۰۲۴ در کارولینای شمالی، ایالات متحده آغاز شده بود و در ۱۵ نوامبر ۲۰۲۴ به پایان رسید.

## انتشار
این فیلم نخستین نمایش جهانی خود را در سپتامبر ۲۰۲۵ در جشنواره بین‌المللی فیلم تورنتو خواهد داشت.